# Andaeschna timotocuica
Andaeschna timotocuica – gatunek ważki z rodziny żagnicowatych (Aeshnidae). Występuje na terenie Ameryki Południowej.